# فوئنتس د ابرو
فوئنتس د ابرو (به اسپانیایی: Fuentes de Ebro) یک دهستان در اسپانیا است که در استان ساراگوسا واقع شده‌است. فوئنتس د ابرو ۱۴۱ کیلومتر مربع مساحت و ۴٬۱۳۴ نفر جمعیت دارد و ۱۵۹ متر بالاتر از سطح دریا واقع شده‌است.